# Vivian Oparah
Vivian Oparah (* 30. Dezember 1996) ist eine britische Schauspielerin, bekannt für ihre Rolle als Tanya Adeola im Doctor-Who-Spin-off Class.

## Leben
Oparah wurde am 30. Dezember 1996 geboren. Sie wuchs in London im Bezirk Tottenham auf. Im Jahr 2014 studierte Oparah Medien, englische Literatur, Produkt Design und Biologie an der Latymer School, auf der sie auch ihre A-Levels absolvierte. Während ihres A2 Medienkurses, gründete sie, gemeinsam mit anderen Studenten, die Band NTLS. Deren Debütsingle und Video Heart Skipped a Beat wurde auf Youtube veröffentlicht. Oparah besuchte die Mountview Academy of Theatre Arts. Später wurde sie Mitglied des National Youth Theatres, bei dem sie einen zweiwöchigen Sommerkurs absolvierte.
Im Jahr 2016 bekam Oparah die Hauptrolle der Tanya Adeola in dem BBC Three Doctor-Who-Spin-off Class. Tanya ist ein 14-jähriges Mädchen, die zwei Jahrgangsstufen hochgestuft wurde, da sie so schlau ist. Oparah erklärte später, dass sie mit Class ihr erstes Vorsprechen hatte. Während des Castings wusste sie nur, dass die Serie Bezug zum Doctor Who Universum hatte, aber sie konnte sich nicht vorstellen, wie groß die Produktion wirklich war, bis sie den Job bekam und die Serie gedreht wurde.
Im Jahr 2017 wurde Oparah bei den Screen Nation Film and Television Awards als Emerging Talent (deutsch: neues Talent) erwähnt. Im selben Jahr spielte sie die Haussklavin Minnie im Theaterstück An Octoroon im Orange Tree Theatre in Richmond.
Im Deutschen wird Vivian Oparah von Katrin Heß gesprochen.

## Filmografie
- 2014: NTLS: Heart Skipped A Beat (Musikvideo)
- 2016: Class (Fernsehserie, 8 Folgen)
- 2017: The Rebel (Fernsehserie, 8 Folgen)
- 2018: Teen Spirit
- 2019: Pagans (Kurzfilm)
- 2019: Signs (Kurzfilm)
- 2020: Enterprice (Fernsehserie, 3 Folgen)
- 2020: I May Destroy You (Fernsehserie, 1 Folge)
- 2020: Then you run (Fernsehserie)
- 2021: Intelligence (Fernsehserie, 1 Folge)
- 2023: Rye Lane

## Theater
| Jahr | Titel             | Rolle  | Theater                          | Ort                                        |
| ---- | ----------------- | ------ | -------------------------------- | ------------------------------------------ |
| 2017 | An Octoroon       | Minnie | Orange Tree Theatre              | Richmond, Vereinigtes Königreich           |
| 2018 | Fanny & Alexander | Mej    | The Old Vic                      | London, Vereinigtes Königreich             |
| 2018 | An Octoroon       | Minnie | Royal National Theatre (Dorfman) | South Bank, London, Vereinigtes Königreich |

## Auszeichnungen
Black Reel Award
- 2024: Nominierung als Beste Nachwuchsschauspielerin (Rye Lane)[16]

British Independent Film Award
- 2023: Auszeichnung für die Beste Nachwuchsleistung (Rye Lane)

The Off West End Theatre Awards
- 2017: Nominierung als Beste Frau in einem Theaterstück für: An Octoroon am Orange Tree Theatre[17]
- 2018: Beste Nebendarstellerin in einem Theaterstück